# Верхній Куяльник
Ве́рхній Куя́льник — село Іванівської селищної громади Березівського району Одеської області в Україні. Населення становить 196 осіб.
В селі існує сільський клуб, колись існувала початкова школа. День села відзначається 15 серпня.

## Населення

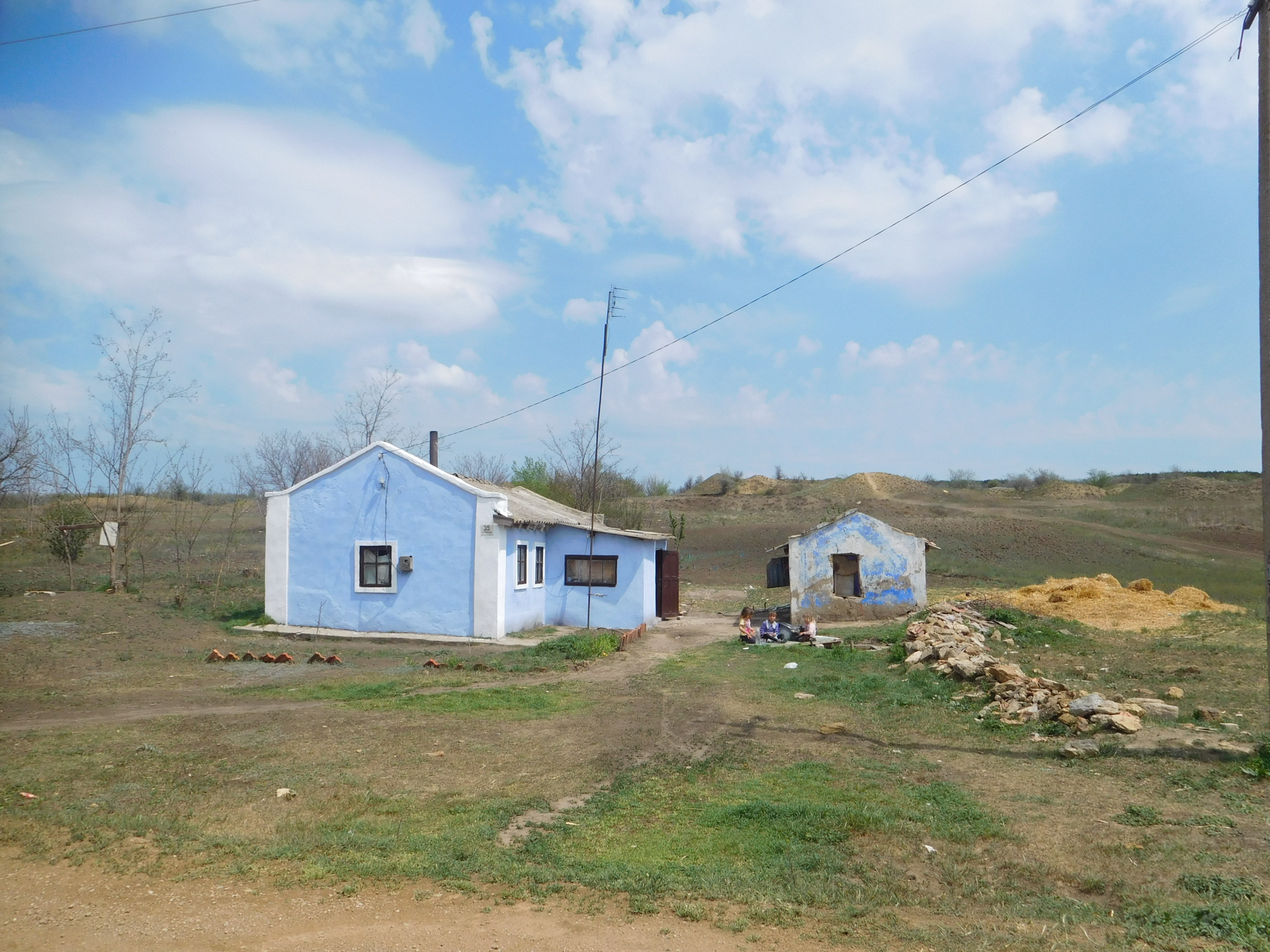
Хата і подвір'я в селі

Згідно з переписом 1989 року населення села становило 224 особи, з яких 97 чоловіків та 127 жінок.
За переписом населення 2001 року в селі мешкало 196 осіб.

### Мова
Розподіл населення за рідною мовою за даними перепису 2001 року:
| Мова       | Відсоток |
| ---------- | -------- |
| українська | 65,31 %  |
| болгарська | 26,53 %  |
| російська  | 5,61 %   |
| румунська  | 1,53 %   |
| білоруська | 1,02 %   |